# Глізе 163
Gliese 163 (Ґлізе 163) — одиночна зоря у сузір'ї Золотої Риби, перебуває на відстані близько 48,9 світлових років від Сонця. Навколо зорі обертаються щонайменше три екзопланети.

## Характеристики
Gliese 163 являє собою зорю видимої зоряної величини 11,8; її не видно неозброєним оком. Уперше вона згадується у каталозі Глізе. Це тьмяний червоний карлик спектрального класу M, що має масу 40 % сонячної. Світність зорі дорівнює лише 2 % сонячної. Вік Gliese 163 оцінюється в 10 мільярдів років.

## Планетна система
За системою Gliese 163 вже кілька років спостерігає група європейських астрономів за допомогою спектрографа HARPS. У 2012 році ними були відкриті екзопланети Gliese 163 b та Gliese 163 c. Обидві планети можуть бути надземлями або ж мінінептунами, які мають масу 3 і 2 % маси Юпітера та обертаються близько до батьківської зорі. Найбільший інтерес становить планета Gliese 163 c, оскільки її орбіта лежить у зоні, придатній для життя.
Gliese 163 b, яка є найближчою до зорі планетою, має період обертання навколо зорі 8,6 земного дня і є надто спекотною, щоб на ній могло розвиватися життя.
2013 року було відкрито третю планету, Gliese 163 d, яка обертається навколо своєї зорі на відстані 1,02 а. о., рік на ній триває близько 600 діб. Маса Gliese 163 d становить 29,4 маси Землі і напевно планета належить до газових планет.
У системі Gliese 163 були також виявлені ще два кандидати у планети, що одержали назви Gliese 163 e та Gliese 163 f. Проте для підтвердження їх існування необхідні подальші спостереження. Нижче представлена зведена таблиця характеристик усіх планет у системі Gliese 163 на даний момент.